# Cerkiew św. Dymitra w Teniatyskach
Cerkiew św. Dymitra w Teniatyskach — nieistniejąca już cerkiew w miejscowości Teniatyska.
Cerkiew wzniesiono w 1755 roku. Obok powstała w XIX wieku dzwonnica. Cerkiew miała kopułę, gdzie dobudowano dwie przybudówki. Cerkiew opuszczono w 1945 roku, a dzwonnicę przeniesiono do Lubyczy Królewskiej na cmentarz w 1988 roku. Cerkiew zawaliła się w 1991 roku, a obecnie pozostały jej resztki w lesie.